# Дом «У Сладких»
Дом «У Сладких» (чеш. Dům U Sladkých) — историческое здание в Праге. Находится в Старом городе, на улице Гусова, 2.
Здание появилось в 1666 году, когда несколько домов на этом месте были объединены. В 1844 году дом был перестроен, дальнейшие перестройки проводились после Второй мировой войны, а затем в 1961 году, когда на месте бывшего погреба был построен новый дом.
В нише между окнами на втором этаже находится статуя апостола Фаддея работы Франтишека Прейса, 1697 год.
На крыше дома, со стороны улицы Гусова, находится статуя «Виселица» (известная как Повешенный или статуя Зигмунда Фрейда) работы художника Давида Черни.